# 欧州原子核研究機構
座標: 北緯46度14分3秒 東経6度3分10秒 / 北緯46.23417度 東経6.05278度

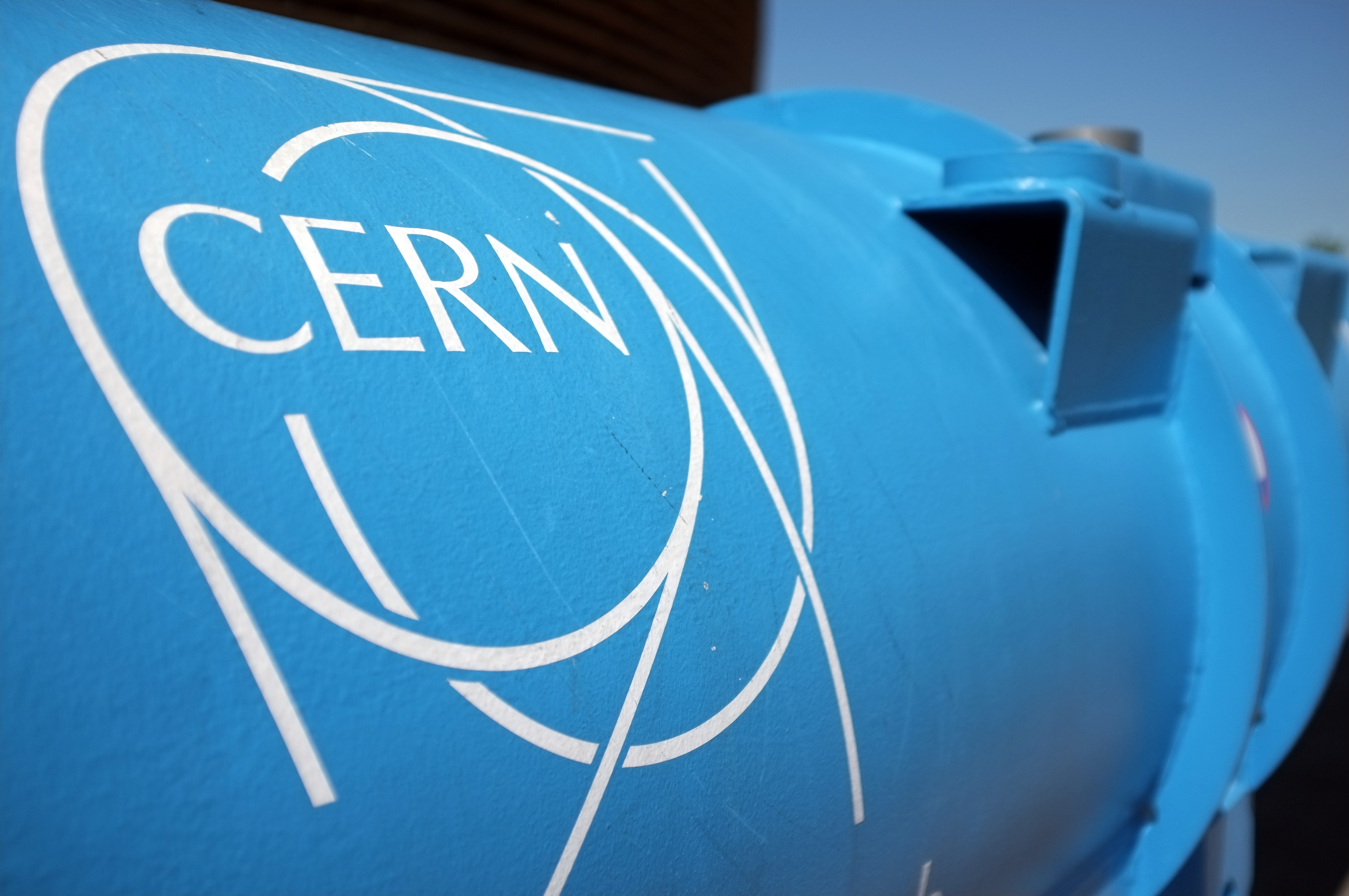
CERNのロゴが描かれた加速器のパイプの一部

欧州原子核研究機構（おうしゅうげんしかくけんきゅうきこう、CERN） は、スイスのジュネーヴ郊外でフランスとの国境地帯にまたがって位置する世界最大規模の素粒子物理学の研究所である。

## 名称について
機構の名称は、欧州原子核研究機構設立協定において、英語で European Organization for Nuclear Research、フランス語で Organisation Européenne pour la Recherche Nucléaire とされている。日本語では、「欧州原子核研究機構」のほか、「欧州合同原子核研究機構」、「欧州合同原子核研究機関」、「ヨーロッパ合同原子核研究機構」、「欧州原子核共同研究所」などとも呼ばれる。
また、研究内容が素粒子物理学（英語: Particle Physics、フランス語: physique des particules）を中心としていることから、別称として、European Laboratory for Particle Physics や Laboratoire européen pour la physique des particules が用いられることがある。日本語では、これらの英語名・フランス語名に対応する「ヨーロッパ素粒子物理学研究所」、「欧州素粒子原子核研究機構」などの通称もある。
一般には、 CERN（セルン、サーン）と呼ばれる。CERN という名称は、本機構の開設準備のために設けられた組織のフランス語名称である Conseil Européen pour la Recherche Nucléaire の頭文字に由来する頭字語である。この組織は日本語では「研究所設立準備理事会」とも意訳されるが、より逐語的に訳せば「欧州原子核研究理事会」という意味である。この理事会は開設準備の役目を終えて既に解散しており、研究所の名称が決定しているにもかかわらず、その後も CERN という呼称が用いられ続けている。英語的にはサーンと発音することになるが、スイス・ベルン州の州都ベルン（標準ドイツ語：Bern [bɛrn] ( 音声ファイル)のスペルを参考にするとドイツ語的にはセルンと発音することになる。

## 所在地
スイスのジュネーヴ西方にある、スイスとフランスの国境をまたぐ地域に、2つの研究地区といくつかの実験施設がある。
地下には 全周 27km の円形加速器・大型ハドロン衝突型加速器 (LHC) が、国境を横断して設置されている。LHC は先行実験器である大型電子陽電子加速器 LEP に接続する形で建造されている。
研究地区は、スイス側にメイラン地区（ただし、敷地の一部はフランス領地）、フランス側にプレバサン地区がある。これら研究地区の外に広がる地下実験施設の運用、およびそこへの出入りのために、主にフランス側に実験地区が点在している。

## 活動
加速器を用いた素粒子物理学および原子核物理学の研究のほか、研究に必要な有用な技術の開発などを行っている。

### 素粒子・原子核物理学研究
電子陽電子加速器実験 LEP および LEP2 により、質量を持つゲージボゾンであるZボゾン、Wボゾンの質量の測定および電弱対称性の破れの精密測定を行った。この結果は素粒子標準模型の予言の正確さを示すと同時に標準模型を越える物理の存在可能性を検証するための大きな指針として現在の素粒子研究に役立っている。
日本時間2010年3月30日、LHC による加速器実験にて、7Tevでの陽子衝突を初めて成功させた（加速エネルギーが3.5TeVの陽子同士を正面衝突させた）。以降、LHC は順調に統計を貯め、2011年12月13日、ヒッグス粒子探索に関する経過発表を、ATLAS、CMS 検出器グループが合同で行った。

### 情報技術
文献の検索および連携のために考案された言語であるHTML 、インターネット通信のために定めた規則（HyperText Transfer Protocol 通称：HTTP）、 World Wide Web（通称: ウェブ）発祥の地としても知られる。この発明はいずれもイギリス人技術者ティム・バーナーズ・リーによって考案された。当初、彼は各国に散らばっている実験者が瞬時に情報にアクセスできるように、しかも同時に多くのコンピュータ間で同じ情報が共有できるようにと願ってWebを開発したのであるが、彼のもたらした効果は今や CERN のみに留まらず、全世界に拡がっている。

### 対外活動
CERN では、研究の啓発活動の一環としてガイドツアー・各種設備を直接手で触れることができる体験学習・展示会・教育者向けの各種トレーニングを催している。

## 関連するもの

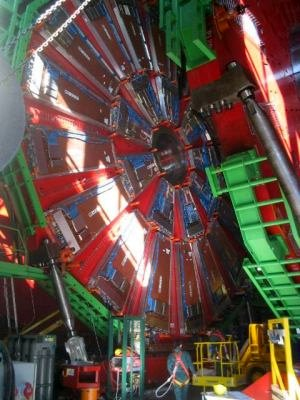
建設中のLHC（CMS検出器の部分）

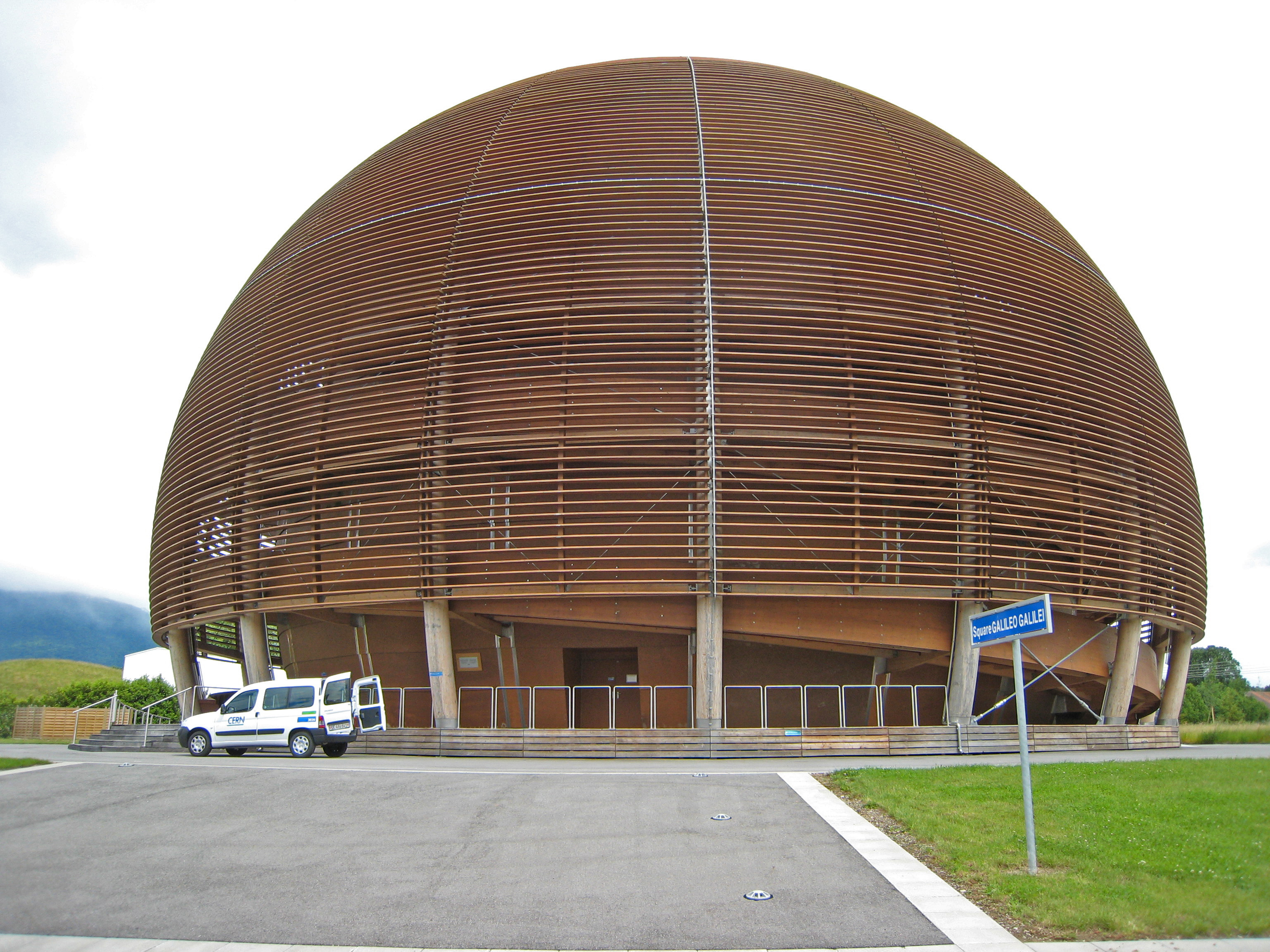
CERN名物の科学と技術革新を表した地球

### 施設
- 粒子加速器
  - 反陽子減速器 (AD)
  - 陽子シンクロトロンブースター (PSB)
  - 陽子シンクロトロン (PS)
  - スーパー陽子シンクロトロン (SPS)
  - 大型電子陽電子コライダー (LEP)
  - 大型ハドロンコライダー (LHC)

### 関係国
CERN はメンバー国（欧州の21か国及びイスラエル）により運営・利用されているが、それ以外の国々（非メンバー国）からの利用も受け入れている。

#### メンバー国
- 1954年設立時の国 - スイス・ドイツ・ベルギー・オランダ・デンマーク・ノルウェー・スウェーデン・フランス・イタリア・ギリシャ・イギリス
- 1959年6月 - オーストリア
- 1983年11月 - スペイン
- 1985年7月 - ポルトガル
- 1991年1月 - フィンランド
- 1991年7月 - ポーランド
- 1992年7月 - ハンガリー
- 1993年7月 - スロバキア
- 1993年7月 - チェコ
- 1999年6月 - ブルガリア
- 2013年12月 - イスラエル[9]
- 2016年7月 - ルーマニア[10]

#### オブザーバー国・団体
- EC（欧州委員会）・インド・日本・ロシア・トルコ・ユネスコ・アメリカ

オブザーバー国の位置づけは、その国を構成する団体から理事等の政治的な活動を行わなければならない人を受け入れないだけのことである。CERNの実験等に関する利用に関しては、各国の研究機関との間で締結した協定に基づき受け入れを行っている。なお、ECやユネスコがオブザーバー参加しているのは、公平中立性を確保するために、EC加盟国やUNESCO加盟国が不利な取り扱いを受けないか、国際条約に定められているところの危険な実験をおこなっていないか（具体的には、核実験）についての監査を行うためである。

#### 非メンバーの利用国
- アイスランド・アイルランド・アゼルバイジャン・アルジェリア・アルゼンチン・アルメニア・イラン・インド・ウクライナ・エストニア・オーストラリア・カナダ・台湾・日本・キプロス・クロアチア・ジョージア・スロベニア・セルビア・中国・ニュージーランド・韓国・パキスタン・ブラジル・ベラルーシ・ペルー・南アフリカ・メキシコ・モロッコ

### 利用者
メンバー国の利用者数（2020年）
| イギリス     | 729   | デンマーク   | 52    |
| イタリア     | 1,856 | ドイツ       | 1,177 |
| オーストリア | 95    | ノルウェー   | 59    |
| オランダ     | 170   | ハンガリー   | 77    |
| ギリシャ     | 216   | フィンランド | 72    |
| スイス       | 204   | フランス     | 778   |
| スウェーデン | 74    | ブルガリア   | 71    |
| スペイン     | 405   | ベルギー     | 113   |
| スロバキア   | 128   | ポーランド   | 311   |
| チェコ       | 216   | ポルトガル   | 94    |
| イスラエル   | 59    | ルーマニア   | 144   |